# Tony Award du meilleur technicien de scène
Le Tony Award du meilleur technicien de scène (Tony Award for Best Stage Technician) a été décerné pour récompenser les techniciens de scène dans la création des comédies musicales et des pièces de théâtre. Le prix a été décerné pour la première fois en 1948 et présenté pour la dernière fois en 1963.

## Récompensés

### Années 1940
| Année           | Technicien | Production |
| --------------- | ---------- | ---------- |
| 1948            |            |            |
| George Gebhardt | N/A        |            |
| 1949            | NC         | NC         |

### Années 1950
| Année                      | Technicien          | Production |
| -------------------------- | ------------------- | ---------- |
| 1950                       |                     |            |
| Joe Lynn                   | Miss Liberty        |            |
| 1951                       |                     |            |
| Richard Raven              | The Autumn Garden   |            |
| 1952                       |                     |            |
| Peter Feller               | Call Me Madam       |            |
| 1953                       |                     |            |
| Abe Kurnit                 | Wish You Were Here  |            |
| 1954                       |                     |            |
| John Davis                 | Picnic              |            |
| 1955                       |                     |            |
| Richard Rodda              | Peter Pan           |            |
| 1956                       |                     |            |
| Harry Green                | Damn Yankees        |            |
| Harry Green                | Middle of the Night |            |
| 1957                       |                     |            |
| Howard McDonald (posthume) | Major Barbara       |            |
| 1958                       |                     |            |
| Harry Romar                | Time Remembered     |            |
| 1959                       |                     |            |
| Sam Knapp                  | The Music Man       |            |

### Années 1960
| Année            | Technicien         | Production |
| ---------------- | ------------------ | ---------- |
| 1960             |                    |            |
| John Walters     | The Miracle Worker |            |
| 1961             |                    |            |
| Teddy Van Bemmel | Becket             |            |
| 1962             | NC                 | NC         |
| 1963             |                    |            |
| Solly Pernick    | Mr. President      |            |